# (1680) Per Brahe
(1680) Per Brahe ist ein Asteroid des Hauptgürtels, der am 12. Februar 1942 von der finnischen Astronomin Liisi Oterma in Turku entdeckt wurde. 
Der Asteroid erinnert an den finnischen Generalgouverneur und Graf Per Brahe (1602–1680).